# Virgin Islands Coral Reef nationalmonument

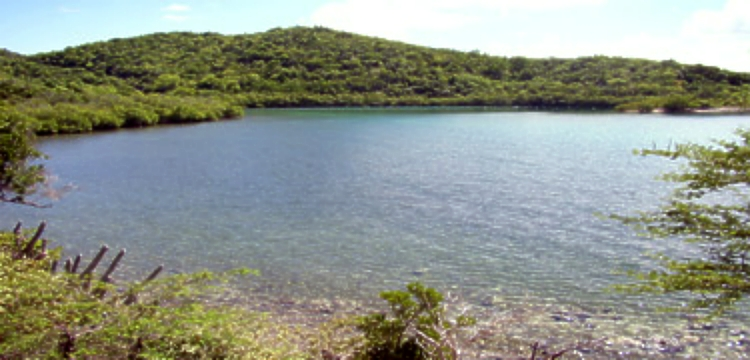
Hurricane Hole är den enda delen av nationalmonumentet som kan nås från land.

Virgin Islands Coral Reef nationalmonument ligger i Amerikanska Jungfruöarna i USA. Nationalmonumentet består av drygt 51 km² vatten utanför ön Saint John och skapades år 2001. Under vattnet finns bland annat korallrev.